# Easy Jet (cavalo)
Easy Jet (1967-92) foi um cavalo americano da raça quarto de milha nascido em 1967, e foi um dos dois cavalos membros do Salão da Fama da Associação Americana de Quarto de Milha (ou AQHA) bem como descendente dos membros. Easy Jet ganhou a All American Futurity de 1969, a maior corrida para cavalos de corrida de quarto de milha do mundo, e foi nomeado World Champion Quarter Race Horse no mesmo ano. Ele ganhou a mais alta classificação de velocidade premiada no tempo-AAAT. Após ter ganho 27 de suas 38 corridas em dois anos de competições, aposentou-se das pistas de corrida e tornou-se um garanhão.
Como garanhão, foi o primeiro vencedor da All American Futurity a gerar outro vencedor All American Futurity, e mais três vencedoras dessa raça, e mais nove cavalos Champion Quarter Running Horses. Por fim, suas posses e direitos de produção foram divididos em 60 partes avaliadas em $500.000 cada - um total de $30 milhões. Por volta de 1993, o ano após sua morte, seus descendentes ganharam mais de $25 milhões nos hipódromos.

## Início
O experiente criador de Quarto de Milha e proprietário de cavalos de corrida Walter Merrick de Sayre, Oklahoma, criou Easy Jet de dois futuros membros do Salão da Fama da AQHA, Jet Deck e a égua Puro-sangue Lena's Bar em 1967. Sua mãe, Lena's Bar, produziu uma prole pequena, mas Easy Jet foi seu último; ela morreu logo depois que ele foi desmamado. Seus pais descenderam de Three Bars, que era o pai da Lena's Bar e o avô da mãe de Jet Deck. Easy Jet é um dos dois únicos cavalos no Salão da Fama de Quarto de Milha Americano a ter ambos os pais no Salão da Fama; seus dois avós, Moon Deck e Three Bars, também estão lá.
Easy Jet era de cor alazã, de um castanho-avermelhado claro. Quando se desenvolveu totalmente ele tinha 1,60 cm de altura e pesava cerca de 590 kg. Ele tinha na cara o formato de uma estrela grande e uma listra. A respeito do vigor e do regime intensivo de treinamento de Easy Jet, Merrick disse, "eu suponho que ele comia a noite; Eu não sei em que outro horário. Era inacreditável a quantidade de energia que ele possuía". O treinamento para a corrida geralmente inicia quando o cavalo é bem jovem - entre um ano e meio e dois anos de idade. Easy Jet era tão fácil de treinar que Merrick decidiu dirigir o treinamento ele mesmo ao invés de mandar o cavalo para um instrutor profissional. Em uma corrida de treinamento no rancho, Merrick colocou o potro a correr com Jet Smooth. Embora seu irmão mais velho tivesse a vantagem da experiência em corridas, Easy Jet ganhou a corrida de 320 metros. O desempenho do Easy Jet incitou Merrick a inscrevê-lo em uma corrida de cavalos jovens em Blue Ribbon Downs, na qual o potro ganhou por mais de um comprimento.

## Carreira nas corridas
Easy Jet competiu por dois anos, começando com 38 corridas. Ele ganhou 27 de suas corridas, ficou em segundo lugar sete vezes e em terceiro duas, e ficou colocado abaixo do terceiro somente duas vezes, com o fruto das corridas totalizando $445.721 (aproximadamente $2.706.800 em 2014). Ele ganhou um AQHA, Superior Race Horse, concedido junto com seu Race Register of Merit. Um Superior Race Horse deve ganhar pelo menos 200 AQHA pontos de corrida por vencê-las, e ainda mais em corridas de apostas. Um Race Register of Merit é o nível o mais baixo de premiação concedido pela AQHA, e é ganho quando um cavalo alcança uma média de velocidade de 80 em uma corrida, mesmo vencendo ou não. Sua melhor marca de velocidade era AAAT, que era a nota a mais alta concedida naquele tempo em que ele competia. Ao longo de sua carreira de dois anos, ganhou 12 corridas de apostas, ficando em segundo lugar em quatro e em terceiro lugar em uma.
Em 1969, seu primeiro ano oficial nas pistas, ganhou a All American Futurity e oito outras corridas de apostas. Ao vencer a All American, ele liderou desde o início em uma pista escorregadia e lamacenta. Seu jóquei, Willie Lovell, explicou que ele precisava fazer muito pouco para ganhar: "Na reta final, quando vi que Easy Jet dominava, eu o deixei correr sua própria corrida. Tudo que eu tive que fazer foi sentar lá e o deixar deslizar.” Sua marca de 20.46 segundos para cobrir 370m foi extraordinária, considerando que três dias de chuva antes do começo da corrida tinham transformado a pista em um pântano enlameado. Em outras corridas de apostas, como a Ribbon Futurity em Sallisaw, Oklahoma, Easy Jet ganhou por três quartos de um comprimento e conquistou um novo registro de pista de 16.92 segundos para 300m. A única vez em 1969 em que ele não terminou em primeiro, segundo, ou terceiro lugar, foi porque ele teve complicações na largada, quebrou alguns dentes frouxos quando foi de encontro ao portão, e mesmo assim estava esforçando-se para manter-se de pé quando os portões abriram; ele ainda conseguiu terminar em quinto entre dez cavalos.
No fim da temporada de corridas de 1969, foi nomeado World Champion Quarter Running Horse, Champion Quarter Running Stallion, e Champion Quarter Running Two-Year Old Colt pela AQHA. Foi também o cavalo mais rentável e somente o quarto cavalo de dois anos a ser nomeado World Champion. Durante seu primeiro ano de competição, largou 26 vezes, ganhou 22 e ficou em segundo em outras três. A maioria das corridas de cavalos quarto de milha de dois anos corre menos de cinco vezes em seu primeiro ano de competição, e a média para todas as idades é acima de cinco largadas por ano. Muitas pessoas criticaram Merrick por fazer Easy Jet competir tão frequentemente. Merrick disse, entretanto, "deve-se fazê-lo correr aproximadamente uma vez em cada dez dias ou ele vai começar a ficar tão grande que não será possível ficar perto dele. Já que nós tínhamos que coloca-lo para correr, nós achamos que poderíamos muito fazer valer para alguma coisa.” Apesar de todas as largadas, Easy Jet teve energia o bastante para lidar com tudo; neste quesito, ele foi considerado mais determinado que a maioria.
Em 1970, ele largou 12 vezes e ganhou cinco, ficou em segundo quatro vezes, e em terceiro lugar ficou duas vezes. Sua única corrida em que não foi classificado foi na final de Rainbow Derby, na qual ele ficou em último lugar.
Antes de começar a competir naquele ano, ele permaneceu fora das pistas para realizar inúmeras reproduções, procriando-se com tantas éguas quanto seus donos podiam permitir, o que limitou seu tempo competindo. Durante a Rocky Mountain Quarter Horse Derby no parque Centennial em Denver, Colorado, em 4 de outubro de 1970, que Easy Jet ganhou sem nem perder a liderança, ele se tornou o cavalo quarto de milha corredor mais rentável de todos os tempos, com salário de mais de $440.000 ($2.672.048 em 2014). No final do ano, foi nomeado Champion Quarter Running Stallion e Champion Quarter Running Three-Year Old Colt.

## Aposentadoria e a vida de reprodutor
Antes de sua aposentadoria nas competições em 1970, Easy Jet já tinha começado a se reproduzir, retornando às pistas somente após o período de reprodução. Em 1971, suas primeiras crias nasceram. Sua prole começou a competir em 1973 e logo pôs Easy Jet na lista Leading Sires of Race Winners da AQHA. Com sucesso deles, sua taxa de reprodução, ou o custo de criar uma égua para ele, subiu de $2.000 (aproximadamente $11,600 em 2014) em 1971 para $5.000 ($26,563 em 2014) em 1973; por volta de 1980, era $30.000 (aproximadamente $85,900 em 2014).
Em 1971, Merrick vendeu a metade das ações do Easy Jet e o total de seu irmão Jet Smooth a Joe McDermott, e cinco anos depois, em 1976, os sócios venderam Easy Jet ao rancho de Buena Suerte por $3,57 milhões (aproximadamente $14,795,700 milhões em 2014). Mais tarde, depois que dois dos sócios do rancho morreram inesperadamente, Merrick comprou de volta Easy Jet e o controle acionário do rancho. Em 1980, o garanhão estava sindicalizado por $30 milhões (aproximadamente $85.868.300 em 2014), uma quantidade recorde naquele tempo. O sindicato teve 50 partes, cada uma custando $600.000 (aproximadamente $1.717.400 em 2014). A decadência do petróleo nos anos 1980, e as mudanças nas leis de imposto dos E.U.A afetaram as operações com cavalos, o que resultou em problemas financeiros para o mercado equino em geral e para o sindicato, os quais atingiram Merrick e resultaram em muitas mudanças de posse de Easy Jet até a morte do campeão em 1992.
Após aposentar-se para reproduzir-se em tempo integral, ele teve uma carreira muito bem sucedida. Se tornou o primeiro vencedor do All American Futurity a gerar um outro vencedor quando sua filha Easy Date ganhou o All American Futurity em 1974. Easy Date foi nomeada mais tarde campeã do World Champion Quarter Running Horse. Ele também gerou Pie In the Sky, cavalo vencedor do All American Futurity 1979, e de Mr. Trucka Jet ganhador do All American Futurity 1985. Mais de 1.500 de sua prole ganharam seu Race Register of Merit do AQHA, e nove se tornaram World Champion Quarter Running Horses. Além dos cavalos já mencionados, os campeões incluem My Easy Credit, Extra Easy, Easily Smashed, Easy Angel, Easy Move e Megahertz. Seu potro Sunset Gallant Jet foi o campeão de 1979 e 1980 do High Point Cutting & ChariotRacing Co-Champion da AQHA. Em vários momentos, Easy Jet liderou a lista do AQHA de All-time leading sires of sires, All-time leading sires of Register of Merit qualifiers, All-time leading sires of stakes winners, e All-time leading broodmare sires. Em março de 2008, ainda liderava a lista de All-time leading sires of Quarter Horse ordenada por vencedores, e na lista correspondente ordenada por ganhos, ele teve a quarta colocação. Como um pai de uma reprodutora, ou avô materno, de cavalos de corrida, Easy Jet liderou as listas All-time leading ordenada por ganhadores em março de 2008, e a mesma lista ordenada por ganhos o mostrava em segundo. Até 2008, sua prole havia ganho mais de $26.000.000 no hipódromo. No total, ele gerou 2.507 potros em 25 anos de reprodução.
Easy Jet foi sacrificado em 1992 devido a laminitis, uma doença no casco. Foi enterrado em seu piquete no Rancho 14 de Walter Merrick perto de Sayre, Oklahoma. Merrick foi incapaz de ir ver o cavalo antes que fosse sacrificado. Ele disse, "Eu não conseguiria ir, não poderia ver ele daquele jeito. Era um ótimo amigo". Easy Jet foi colocado no Salão da Fama do AQHA em 1993.